# Фейсалабад
Фейсалаба́д (урду فیصل آباد, англ. Faisalabad; до 1977 року — Лайяллпур) — місто в Пакистані, в регіоні Пенджаб, третє за кількістю жителів в державі.

## Географія
Місто розташоване в провінції Пенджаб, в межиріччі річок Чінаба (у східній частині) і Раві (в західній частині). У сезон дощів Раві часто виходить з берегів і затоплює навколишні території, завдаючи шкоди врожаю і довколишнім селищам. Основним джерелом іригаційної води є Чінабський канал. Відстань до найбільших міст: Карачі (1135 км), Лахор (128 км), Ісламабад (350 км). Центр міста лежить на висоті 171 м над рівнем моря.

### Клімат
Клімат Фейсалабада дуже спекотний влітку, а взимку температура може опускатися нижче нуля. Літо триває з квітня по жовтень, середні температури становлять 27-39 °С, але температура може досягати +50 °C. Травень, червень і липень — найспекотніші місяці року. Зима триває з листопада по березень, середня температура 6-21 °С.
| Клімат                  | Клімат | Клімат | Клімат | Клімат | Клімат | Клімат | Клімат | Клімат | Клімат | Клімат | Клімат | Клімат | Клімат |
| Показник                | Січ.   | Лют.   | Бер.   | Квіт.  | Трав.  | Черв.  | Лип.   | Серп.  | Вер.   | Жовт.  | Лист.  | Груд.  | Рік    |
| Абсолютний максимум, °C | 26,6   | 30,8   | 37     | 44     | 47,5   | 48     | 46,1   | 42     | 41,1   | 40     | 36,1   | 29,2   | 48     |
| Середній максимум, °C   | 19,4   | 22,2   | 27,4   | 34,2   | 39,7   | 41,0   | 37,7   | 36,5   | 36,6   | 33,9   | 28,2   | 22,1   | 31,6   |
| Середній мінімум, °C    | 4,8    | 7,6    | 12,6   | 18,3   | 24,1   | 27,6   | 27,9   | 27,2   | 24,5   | 17,7   | 10,4   | 6,1    | 17,4   |
| Абсолютний мінімум, °C  | −2,9   | −1,4   | 1      | 7      | 13     | 17     | 19     | 18,6   | 15,6   | 9      | 2      | −1,3   | −4     |
| Норма опадів, мм        | 16     | 18     | 23     | 14     | 9      | 29     | 96     | 97     | 20     | 5      | 2      | 8      | 346    |
| ----------------------- | ------ | ------ | ------ | ------ | ------ | ------ | ------ | ------ | ------ | ------ | ------ | ------ | ------ |
| Джерело:                |        |        |        |        |        |        |        |        |        |        |        |        |        |

## Історія
Фейсалабад був заснований англійцями у 1895 році. Спочатку місто називалося Лайяллпур, вчесть засновника Чарльза Джеймса Лайялла. До заснування міста тут існувало кілька сіл. Було побудовано декілька каналів для постачання міста водою. Від центральної площі з годинниковою вежею відходили вісім вулиць, які стали потім вісьмома незалежними торговими ринками. Жителів інших частин країни запрошували переселитися в Лайяллпур, обіцяючи їм землю. Таким чином, Лайяллпур швидко перетворився на велике місто.
У 1977 році місто було перейменовано на Фейсалабад в честь короля Саудівської Аравії Фейсала, дуже шанованого в Пакистані.

## Населення
| 1961    | 1972    | 1981      | 1998      | 2012      |
| ------- | ------- | --------- | --------- | --------- |
| 425 248 | 823 343 | 1 104 209 | 2 008 861 | 2 600 525 |

## Освіта
Лише 58 % населення міста писемні, в той же час 60 % чоловіків писемні проти 56 % жінок.
У міста діють вищі навчальні заклади:
- Університет сільського господарства Фейсалабада
- Університет Фейсалабада
- Науково-дослідний інститут сільського господарства
- Медичний коледж провінції Пенджаб
- Філія Принстонського університету
- Національний університет текстильної промисловості

та інші.

## Економіка
Після здобуття Пакистаном незалежності в місті з'явилася добре розвинена текстильна промисловість. Текстиль виробляють як промислові підприємства, так і тисячами дрібних сімейних підприємств, завдяки цьому він становить 68 % обсягу експорту. Розвинена також хімічна, харчова, фармацевтична промисловість.
Завдяки гарному зрошенню ґрунтів, землі Фейсалабада дуже родючі. Це один з найрозвиненіших сільськогосподарських регіонів. Вирощується пшениця і бавовна.
Фейсалабад знаменитий своїми фруктами: апельсинами, бананами, яблуками, мандаринами, манго, гуава і цукровою тростиною.
Недалеко від міста одна з найбільших рисових фабрик Пакистану.

## Транспорт

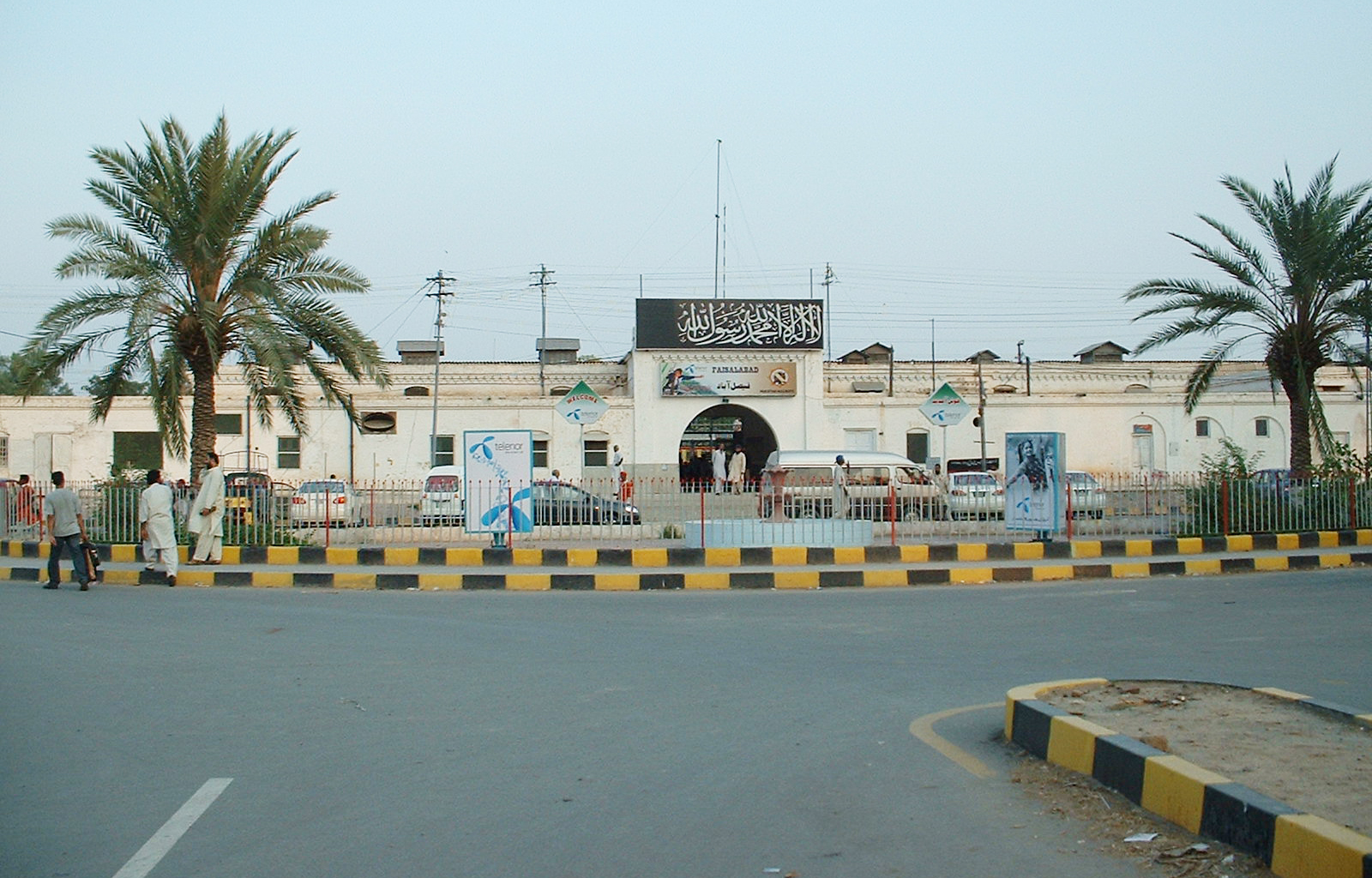
Залізничний вокзал

Нещодавно побудовані автобани з'єднують Фейсалабад з Лахором, Мултаном, Саргодха та Ісламабадом.
Міжнародний аеропорт Фейсалабадза 10 км від міста.
Залізниця, споруджена ще в колоніальні часи, з'єднує Фейсалабад з основними містами Пакистану.

## Культура
Фейсалабад часто називають «Манчестером Пакистану». Якщо Лахор орієнтований на туризм, то Фейсалабад, в основному, промисловий та сільськогосподарський центр.

## Відомі люди
- Сингх Бхагат (1907–1931) — учасник визвольного антиколоніального руху в Індії.
- Нусрат Фатех Алі Хан (1948–1997) — пакистанський співак.
- Арфа Карим (1995–2012) — наймолодший сертифікований професіонал Microsoft у світі.
- Крішен Ханна (нар. 1925) — сучасний індійський художник

## Міста-побратими
| Місто           | Регіон           | Країна                  | Рік  |
| --------------- | ---------------- | ----------------------- | ---- |
| Манчестер       | Англія           | Велика Британія         | 1997 |
| Кобе            | Префектура Хьоґо | Японія                  | 2000 |
| Лос-Анджелес    | Каліфорнія       | Сполучені Штати Америки | 2009 |
| Ухань           | Хубей            | Китай                   | 1986 |
| Санкт-Петербург | Санкт-Петербург  | Росія                   | 1962 |
| Кордова         | Андалузія        | Іспанія                 | 1986 |
| Канпур          | Уттар Прадеш     | Індія                   | 1970 |